# چاوک شکم‌زرد
چاوک شکم‌زرد (نام علمی: Ochthoeca diadema) نام یک گونه از سرده چاوک‌ها است.